# Der Report der Magd
Der Report der Magd (Originaltitel: The Handmaid’s Tale) ist ein dystopischer Roman von Margaret Atwood aus dem Jahr 1985. Das Buch wurde 1990 unter dem Titel Die Geschichte der Dienerin von Volker Schlöndorff verfilmt, und wurde in Form der Fernsehserie The Handmaid’s Tale – Der Report der Magd umgesetzt.

## Inhalt

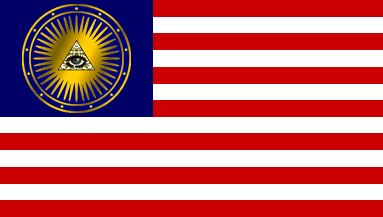
Die an die Flagge der Vereinigten Staaten angelehnte Flagge der Republik Gilead im Film

Die Vereinigten Staaten von Amerika in naher Zukunft: Radioaktive, chemische und bakteriologische Verseuchung hat bei vielen Menschen zu Sterilität geführt. Bei einem Staatsstreich der Söhne Jakobs, einer christlich-fundamentalistischen Gruppierung, werden der Präsident und alle Mitglieder des Kongresses ermordet und die Verfassung außer Kraft gesetzt. Die Armee erklärt den Notstand, Zeitungen werden zensiert und Straßensperren eingerichtet. Eine theokratische Diktatur, Republik Gilead genannt, mit strengen Regeln, eingeschränktem Bewegungsspielraum in der Öffentlichkeit und Kontrollen durch Polizei und Geheimagenten wird gegründet. Dabei wird insbesondere die Stellung der Frau neu definiert: Sie darf kein Eigentum besitzen. Ihr Eigentum fällt an den nächsten männlichen Verwandten. Sie hat sich in staatlichen Angelegenheiten dem Mann vollständig unterzuordnen. Ihre Rolle ist die der Hausfrau mit der Pflicht, Kinder zu gebären.
Desfred (im Englischen: Offred) ist die Hauptfigur des Buches. Die Geschichte wird aus ihrer Sicht erzählt. Desfred ist eine Magd und eine der wenigen fruchtbaren Frauen. Ihre Aufgabe im Haus des Kommandanten ist es, ein Kind für ihn und seine angeblich unfruchtbare Frau, Serena Joy, auszutragen. Sie lebt ein unglückliches und einsames Leben und denkt immer wieder an ihre kleine Tochter und an Luke, ihren Mann, von denen sie gewaltsam bei einer gescheiterten Flucht getrennt wurde.
Dass Desfred nicht schwanger wird, liegt höchstwahrscheinlich am Kommandanten, der möglicherweise unfruchtbar ist. Dessen Frau will jedoch unbedingt ein Kind haben. Sie arrangiert ein Treffen mit Nick, dem Chauffeur des Kommandanten, und Desfred. Von Nick soll Desfred schwanger werden. Diese Treffen gehen schnell in eine illegale, heimliche Beziehung über, in der beide ihr Leben riskieren. Desfred sagt Nick, sie sei von ihm schwanger geworden, obwohl dies nur ihr Wunschdenken ist.
Eines Tages kommt die Polizei Gileads, um Desfred zu holen. Nick scheint dies arrangiert zu haben, und Desfred vermutet, dass er ein Geheimagent des Regimes ist und sie denunziert hat. Die Polizisten sagen, der Magd werde die Verletzung von Staatsgeheimnissen vorgeworfen. Nick teilt ihr mit, die Polizisten seien Mitglieder von Mayday, einer geheimen Widerstandsbewegung, die sie nach Kanada schmuggeln werde, wo Gilead sie nicht mehr erreichen könne. Desfred wird weggeführt, weder sie selbst noch die Leser wissen, wohin sie wirklich geht und was mit ihr später passieren soll.
Im Anhang des Buches werden im Rahmen eines wissenschaftlichen Symposiums über Gilead-Studien am 25. Juni 2195 Desfreds Erzählungen über ihr Leben historisch eingeordnet als ein seltenes Dokument – falls die Aufzeichnungen authentisch sind – aus der ersten Phase dieser Diktatur im 21. Jahrhundert. Inzwischen existiert dieser Staat nicht mehr und in verschiedenen Reinigungsphasen des Regimes wurden amtliche Dokumente vernichtet. Desfred muss vermutlich die Flucht gelungen sein. In einem Versteck hat sie ihre Erlebnisse auf 30 Tonbandkassetten gesprochen, die im ehemaligen US-Bundesstaat Maine ausgegraben wurden. Mehr ist über ihr Schicksal nicht bekannt.

## Figuren
Desfred (engl. Offred)
Sie ist die Ich-Erzählerin und Protagonistin des Romans. Ihr Geburtsname aus der Zeit vor der Republik Gilead wird zu keiner Zeit explizit genannt, doch einige Interpreten vermuteten u. a. in den Angaben des ersten Kapitels einen Hinweis: Die Frauen, die in der Ausbildung zur Magd sind, flüstern nachts Namen auf ihren Betten: „Alma. Janine. Dolores. Moira. June“, und alle außer June werden später von Desfred erwähnt. Daraus könnte man schließen, dass dies ihr eigener Name sei. Die Autorin äußerte sich dazu 2017 in einem Zeitungsartikel: Es sei zwar nicht ihre ursprüngliche Absicht gewesen, aber solche Überlegungen könne sie nachvollziehen. In der amerikanischen Hulu-TV-Serie „The Handmaid’s Tale“ (2017) wird die Deutung, dass Desfred einmal June hieß, übernommen.
Vor dem Umsturz war sie mit Luke verheiratet und hatte mit ihm eine Tochter. Sie arbeitete nach ihrem Studium zunächst bei einer Versicherung, dann in einer Bibliothek. Ihre Mutter gehörte zu den ersten feministischen Aktivistinnen. Junes Flucht aus der Republik Gilead scheitert, und sie wird von ihrem Mann und ihrer Tochter getrennt. Da sie zu den wenigen noch fruchtbaren Frauen gehört, bringt man sie in das Rachel-und-Leah-Umerziehungszentrum, um sie auf ihre Aufgabe als Magd vorzubereiten. Sie kommt in den Haushalt des Kommandanten Fred und seiner Ehefrau Serena Joy und erhält den patronymischen Namen „Des Fred“. Während ihres Aufenthalts im Haushalt des Kommandanten erfährt sie von der ihr zugeteilten Magd-Partnerin Desglen von der Untergrundbewegung Mayday, die versucht, Frauen ins sichere Ausland zu bringen. Ihre Hoffnung auf diese Bewegung wird aber zerstört, als sich Desglen umbringt und durch eine neue, streng orthodoxe Desglen ersetzt wird. Zur gleichen Zeit intensiviert sich das Verhältnis zum Kommandanten. Desfred wird von einer Magd zu einer Mätresse: ein Verhältnis, das in der Gesellschaft Gileads streng verboten ist. Vom Kommandanten wird Desfred nicht schwanger. Die Ehefrau Serena Joy schlägt Desfred daher vor, den Wächter Nick als Samenspender heranzuziehen, obwohl auch das streng verboten ist. Dennoch akzeptiert Desfred den Vorschlag, und es entwickelt sich eine Affäre mit Nick. Ihre Kenntnis von der Mayday-Bewegung, ihre Mätressenrolle dem Kommandanten gegenüber und die Affäre zu Nick werden aufgedeckt. Dieser verschafft ihr eine Fluchtmöglichkeit, bei der aber offenbleibt, ob Desfred befreit oder getötet wird.
Moira
Desfred lernte Moira auf dem College kennen. Über die Zeit entwickelte sich zwischen beiden eine enge und vertrauensvolle Freundschaft. Vor dem Umsturz hat die lesbische Moira für einen Frauenverband gearbeitet, der sich mit den Themen Geburtenkontrolle und Gewalt gegen Frauen beschäftigte. Schon kurz nach der Machtübernahme knüpft Moira Verbindungen zur Untergrundbewegung der Quäker. Sie wird gefasst und ebenfalls ins Rachel-und-Leah-Umerziehungszentrum gebracht. Trotz der strengen Überwachung gelingt es Desfred und Moira, ihren Kontakt aufrechtzuerhalten. Moira versucht zu fliehen. Der erste Fluchtversuch misslingt, und sie wird gefoltert. Der zweite Fluchtversuch glückt: Sie überwältigt Tante Elizabeth, bemächtigt sich ihrer Kleidung und schafft es erneut, bei der Untergrundbewegung der Quäker Zuflucht zu finden. Doch der Versuch, Moira ins Ausland zu bringen, scheitert. Das Regime stellt sie vor die Wahl: Deportation in die Kolonien oder Arbeit als „Jezebel“ (Zwangsprostituierte). Sie entscheidet sich für Letzteres und wird in einen Club für Offiziere und Geschäftsleute gebracht. Obwohl sich Desfred über das Wiedersehen im Club freut, beunruhigt sie die Veränderung der Persönlichkeit Moiras: Die Republik Gilead hat es ihrer Ansicht nach geschafft, den rebellischen Charakter Moiras endgültig zu brechen.
Der Kommandant
Namen, Herkunft und Hintergrund des Kommandanten nennt der Roman zunächst nur indirekt. Erst auf der Nunavit-Konferenz werden über seinen Namen, seine Position und seine Bedeutung für die Errichtung der Republik Gilead Hypothesen aufgestellt.
Er gehört zur Elite des Regimes und hat somit Zugriff auf die Mägde, um mit diesen ein Kind zu zeugen. Desfred findet heraus, dass sie nicht die erste fruchtbare Frau ist, die im Haushalt des Kommandanten ihren Dienst als Magd verrichten muss. Auf Wunsch des Kommandanten kommt es zu heimlichen Treffen, die eigentlich streng verboten sind. In seinem privaten Zimmer spielt er mit ihr alte, verbotene Spiele (z. B. Scrabble). Er besitzt viele Bücher und Zeitschriften, besorgt Desfred weitere verbotene Dinge und schleust sie schließlich in einen privaten Club für Offiziere und Geschäftsleute. Desfred wird von einer Magd zur Mätresse. Serena Joy erfährt von der Beziehung und setzt ihren Mann unter Druck: Desfred droht das Schicksal ihrer Vorgängerin, die sich das Leben genommen hat.
Serena Joy
Da Serena Joy mit dem Kommandanten verheiratet ist, gehört sie zur höchsten sozialen Klasse der Frauen in der Republik Gilead. Desfred kennt sie aus religiösen TV-Programmen vor dem Umsturz. Auf der Nunavit-Konferenz wird festgestellt, dass der im Buch genannte Name wohl eine Satire darstellt: Serena vom englischen serene (dt. heiter, ruhig) und Joy vom englischen joyful (dt. freudig). Es verwundert nicht, dass ihr Charakter weder ruhig noch freudig ist. Sie muss nun das Leben führen, das sie zuvor öffentlich gepredigt hat. Ihr Kinderwunsch ist stark, so dass sie zu einem unerlaubten Mittel greift: Die Sterilität des Kommandanten vermutend, arrangiert sie eine Begattung ihrer Magd durch den Wächter Nick. Sie besticht Desfred mit dem Versprechen, ein Foto und Lebenszeichen ihrer Tochter zu besorgen. Als Serena Joy erfährt, dass Desfred eine engere Beziehung zu ihrem Mann hatte, droht sie Desfred mit dem Verrat an die Privat-Augen.
Nick
Der Wächter Nick ist im Haushalt des Kommandanten als sein Chauffeur angestellt und wohnt über der Garage. Trotz seines ordnungsgemäßen Dienstes im Haushalt bleibt er für alle Beteiligten eine zwielichtige Person: Einerseits scheint er ein Mitglied der Mayday-Untergrundbewegung zu sein, andererseits ist davon auszugehen, dass er für die Privat-Augen arbeitet. Einerseits dient er dem Kommandanten als Botschafter für die heimlichen Treffen mit Desfred, andererseits stellt er sich den Plänen Serena Joys zur Verfügung. Selbst während der Affäre mit Desfred gibt er nur wenig von sich preis, obwohl sie ihm tiefere Gefühle entgegenbringt. Als sie von den Privat-Augen abgeholt wird, nennt Nick ihren Geburtsnamen und versichert ihr die Unterstützung der Mayday-Bewegung. Eine Bestätigung seiner Angaben und der Bericht über eine Rettung bleiben jedoch aus.
Desglen (engl. Ofglen)
Desglen ist die Magd des Glen aus der Nachbarschaft Desfreds und ihr als Partnerin zugeteilt. Diese Partnerschaft dient zunächst der Überwachung und Kontrolle, doch Desglen gibt sich nach und nach als Mitglied der Mayday-Untergrundbewegung zu erkennen. Während einer „Partizikution“ („Partizikution“ ist ein aus Partizipation und Exekution zusammengesetztes Kunstwort und bedeutet, dass eine große Anzahl Dienerinnen gemeinsam aktiv an einer Hinrichtung beteiligt sind und so die Verantwortung für den Tod des Delinquenten mittragen) erkennt Desglen in dem Verurteilten ein Mitglied der Untergrundbewegung und hilft, diesen schnell zu töten und ihm damit die Qualen eines langsamen Todes zu ersparen. Nach der Veranstaltung erhängt sie sich, als sie den Wagen der Augen vorfahren sieht – da sie von einem Verrat des Wächters ausgehen muss. Sie wird durch eine streng orthodoxe Magd ersetzt.
Deswarren (engl. Ofwarren)
Ihr früherer Name ist Janine, sie ist ebenfalls eine Handmaid (im Hause des Warren). Im Rachel-und-Leah-Umerziehungszentrum erfährt man über sie, dass sie als 14-Jährige vergewaltigt wurde und ihr Kind danach abgetrieben hat. Dies steht nun unter höchster Strafe, und so wird sie durch Gehirnwäsche dazu gebracht, zuzugeben, dass sie an dieser Vergewaltigung schuld gewesen sei. Dort erleidet sie fast einen Nervenzusammenbruch, der von den anderen Frauen jedoch überspielt wird. Als Magd wird sie schwanger und bekommt ein zunächst gesund scheinendes Baby. Jedoch stellt sich nach einiger Zeit heraus, dass dieses doch entstellt ist, ein sogenanntes „Unbaby“, und kein Recht auf Leben hat.

## Die Gesellschaftsstruktur Gileads
Eines der zentralen Elemente des Romans ist die strikte separatistische Gesellschaftsstruktur der Republik Gilead. Sie findet ihre Grundlage in einem christlich-biblischen Kontext, dessen Hauptmerkmal die Unterordnung der Frau unter den Mann ist. Die von den Machthabern gewählte Gesellschaftsstruktur dient der Absicherung von Macht und dem Ziel, die Reproduktionsrate der Menschen zu erhöhen. „Unchristliche“ Verhaltensweisen wie außerehelicher Geschlechtsverkehr, Abtreibungen oder Homosexualität sind verboten und können mit dem Tode bestraft werden.
Grundsätzlich werden die Menschen in starre Kategorien eingeteilt und müssen sich entsprechend ihrer sozialen Funktion kleiden. Die Gesetze Gileads unterscheiden dabei strikt zwischen Geschlecht, Aufgabe und Gesellschaftsklasse. Da Adam vor der Frau erschaffen worden sei, komme dem Mann die Leitungsgewalt und überlegene Stellung in Staat und Gesellschaft zu. Männer haben eine militärische oder paramilitärische Uniform zu tragen, deren Farbe sich nach der gesellschaftlichen Stellung und Funktion richtet. Zu unterscheiden sind vier männliche Gesellschaftsklassen, an deren höchster Stelle die Kommandanten des Glaubens (Commander of the Faith) stehen. Während für die Männer ein gesellschaftlicher Aufstieg durchaus möglich ist, gilt für Frauen ein starres Regelsystem, in dessen Zentrum ihre Fertilität steht. Daher kommt den verschiedenen Farben der weiblichen Kleidung nicht nur eine soziale, sondern auch eine biologische Bedeutung zu. Bei den Frauen unterscheidet die Gesellschaft Gileads zwischen sieben Klassen, wobei die so genannten Ehefrauen (Wives) den höchsten sozialen Rang einnehmen. Außerhalb dieser klar abgegrenzten männlichen und weiblichen Klassen stehen die Gruppen der Unfrauen (Unwomen) und Jesebels, die aus den unterschiedlichsten Gründen verachtet werden und keine Wertigkeit für die Republik Gilead besitzen. Allen Frauen gemein ist, dass ihnen das Lesen verboten wurde.

## Kritiken
„Das wahrlich Erschreckende an dem Roman ist, daß alles, was in der zukünftigen Gesellschaft, die dort beschrieben wird, geschieht, nichts Neues ist – alle Taten sind irgendwann schon einmal begangen worden, die Autorin hat nur die Zeit, den Schauplatz und einige Details geändert, und alles in einen neuen Kontext gestellt. […] Margaret Atwoods großartiger und spannender Roman muß als Prophezeiung und als Warnung verstanden werden. Sein Thema ist nicht nur eine negative Utopie der amerikanischen Gesellschaft, sondern vor allem auch die Leidensgeschichte der Frau: Sie zieht sich von der Vergangenheit über die Gegenwart bis in die Zukunft.“

„Schreckliche Schöne neue Welt – mit ihrer negativen Utopie vom Großen Bruder Gilead hat sich Margaret Atwood in die Nachfolge Aldous Huxleys und George Orwells hineingeschrieben.“

## Auszeichnungen
- 1985: Governor General’s Award for English language fiction
- 1987: Arthur C. Clarke Award

Nominiert war Der Report der Magd für folgende Preise:
- 1986: Booker Prize (Shortlist)
- 1986: Nebula Award (Shortlist)
- 1987: Prometheus Award

## Vertonung und andere Medien
- 1985: The handmaid's tale, Komponist Poul Ruders, Libretto (englisch) Paul Bentley, Libretto (dänisch) durch den Komponisten. UA Det Kongelige Teater, Kopenhagen, 2000 (auf CD: Dacapo, 2001, engl. Text)
- 1990: Die Geschichte der Dienerin
- 2017–2025: Fernsehserie The Handmaid’s Tale – Der Report der Magd
- 2019: Graphic Novel Der Report der Magd, von der Autorin bearbeitet, übersetzt von Ebi Naumann, gezeichnet von Renée Nault. München: Berlin Verlag, 240 S.

## Fortsetzung
2018 kündigte Margaret Atwood die Fortsetzung von Der Report der Magd an, die 2019 unter dem Titel Die Zeuginnen (Originaltitel: The Testaments, wörtlich: Die Testamente/Zeugnisse) erschien.

## AktionThe Unburnable Book2022
Am 23. März 2022 wurde bei der PEN America Literary Gala in New York City unter dem Namen The Unburnable Book („Das Unverbrennbare Buch“) eine feuerfeste Ausgabe des Reports der Magd vorgestellt und später im Zuge einer Online-Auktion bis zum 7. Juni desselben Jahres bei Sotheby’s in derselben Stadt zur Versteigerung ausgestellt. Atwood selbst ist in einem Video zu sehen, wie sie mit einem Flammenwerfer erfolglos das Buch zu verbrennen versucht. Mit der Aktion sollten das Bewusstsein über Buchverbote an amerikanischen Schulen geschärft und Gelder für den Kampf von PEN America gegen diese Art von Zensur eingeworben werden. Erst kurz zuvor hatte PEN America einen Bericht veröffentlicht, demzufolge verteilt über 26 Bundesstaaten der USA in 86 school districts insgesamt 1586 individuelle Werke verboten sind, häufig solche, die sich mit Rassismus, Geschlechtern oder sexueller Orientierung befassten oder von People of Color oder LGBTQ+-Autoren geschrieben worden seien; in 19 Bundesstaaten gebe es Gesetze, die das Unterrichten bestimmter Inhalte verböten, etwa über soziale Ungleichheit, Geschichte oder Sexualität. In einer Äußerung zur feuerfesten Ausgabe ihres Werks nahm Atwood auch auf Buchverbrennungen in Fahrenheit 451 Bezug.
An vielen Schulen in den Vereinigten Staaten wurde Atwoods Roman im Laufe des Jahres 2024 tatsächlich verboten.

### Ausgaben
- The Handmaid’s Tale. 1985, ISBN 0-385-49081-X
- frz. Übers. Sylviane Rué: La servante écarlate.
  - Übers. Helga Pfetsch: Der Report der Magd. Roman. Claasen, München 1987, ISBN 3-546-00250-4; wieder List, Berlin 2006, ISBN 978-3-548-60718-4; häufige Neuaufl.

### Sekundärliteratur
- Corall Ann Howells: The Cambridge Companion to Margret Atwood, 2006, ISBN 0-521-54851-9
- Uwe Klawitter: The Theme of Totalitarianism in English Fiction, 1997, ISBN 3-631-31520-1
- P. L. Thomas: Reading, Learning, Teaching Margaret Atwood, 2007, ISBN 978-0-8204-8671-0
- Albert Rau: The Handmaid’s Tale: Interpretationshilfe. Inhaltsangaben und Interpretationen – Themen und Wortschatz – Musterklausur, Cornelsen, Berlin 2006, ISBN 978-3-589-22221-6 (= Cornelsen Senior English Library, Literature, ab 11. Schuljahr)
- G. Ruby Davaseeli: Breaking the tyranny of silence in Margaret Atwood’s “The handmaid’s tale” and Shashi Deshpande’s “That long silence”, in K. Blalchandran: Canadian Literature: An Overview. Sarup & Son, New Delhi 2007, Kap. 18, S. 177–190 (In Google books einsehbar)